# Кольонія-Сельце
Кольонія-Сельце (пол. Kolonia Sielce) — село в Польщі, у гміні Стромець Білобжезького повіту Мазовецького воєводства.
Населення — 194 особи (2011).
У 1975-1998 роках село належало до Радомського воєводства.

## Демографія
Демографічна структура станом на 31 березня 2011 року:
|          | Загалом | Допрацездатний вік | Працездатний вік | Постпрацездатний вік |
| -------- | ------- | ------------------ | ---------------- | -------------------- |
| Чоловіки | 103     | 21                 | 71               | 11                   |
| Жінки    | 91      | 14                 | 53               | 24                   |
| Разом    | 194     | 35                 | 124              | 35                   |